# B.A.P
B.A.P är ett sydkoreanskt pojkband format 2011 under ledning av TS Entertainment.
Gruppen består av de fem medlemmarna Himchan, Daehyun, Youngjae, Jongup och Zelo. Före detta medlemmen Yongguk lämnade TS Entertainment den 19 augusti 2018.

## Biografi
Den 26 januari 2012 gjorde B.A.P sin första inspelning debut med singeln "Warrior" och senare i februari släppte de deras debut-EP Warrior.

## Medlemmar
| Artistnamn    | Artistnamn | Födelsenamn   | Födelsenamn | Födelsedatum    |
| Romanisering  | Hangul     | Romanisering  | Hangul      | Födelsedatum    |
| ------------- | ---------- | ------------- | ----------- | --------------- |
| Bang Yong-guk | 방용국     | Bang Yong-guk | 방용국      | 31 mars 1990    |
| Himchan       | 힘찬       | Kim Him-chan  | 김힘찬      | 19 april 1990   |
| Daehyun       | 대현       | Jung Dae-hyun | 정대현      | 28 juni 1993    |
| Youngjae      | 영재       | Yoo Young-jae | 유영재      | 24 januari 1994 |
| Jongup        | 종업       | Moon Jong-up  | 문종업      | 6 februari 1995 |
| Zelo          | 젤로       | Choi Jun-hong | 최준홍      | 15 oktober 1996 |

## Diskografi

### Album
| Albuminformation                                             | Topplacering          | Topplacering   |
| Albuminformation                                             | Sydkorea (Gaon Chart) | Japan (Oricon) |
| Koreanska                                                    | Koreanska             | Koreanska      |
| ------------------------------------------------------------ | --------------------- | -------------- |
| Warrior (Singelalbum) - Släppt: 26 januari 2012              | 3                     | —              |
| Power (Singelalbum) - Släppt: 27 april 2012                  | 2                     | —              |
| No Mercy (EP-skiva) - Nyutgåva: Crash (30 augusti 2012)      | 3                     | 142            |
| Stop It (Singelalbum) - Släppt: 23 oktober 2012              | 3                     | —              |
| One Shot (EP-skiva) - Släppt: 13 februari 2013               | 2                     | 73             |
| Badman (EP-skiva) - Släppt: 6 augusti 2013                   | 3                     | —              |
| First Sensibility (Studioalbum) - Släppt: 4 februari 2014    | 1                     | 16             |
| B.A.P Unplugged 2014 (Singelalbum) - Släppt: 10 juni 2014    | 2                     | —              |
| Matrix (EP-skiva) - Släppt: 16 november 2015                 | 1                     | —              |
| Carnival (EP-skiva) - Släppt: 22 februari 2016               | 2                     | 48             |
| Put 'Em Up (Singelalbum) - Släppt: 8 augusti 2016            | 3                     | —              |
| NOIR (Studioalbum) - Släppt: 7 november 2016                 | 2                     | 39             |
| Rose (Singelalbum) - Släppt: 7 mars 2017                     | 3                     | —              |
| Blue (Singelalbum) - Släppt: 5 september 2017                | –                     | —              |
| Ego (Singelalbum) - Släppt: 13 december 2017                 | –                     | —              |
| Japanska                                                     |                       |                |
| Best. Absolute. Perfect (Studioalbum) - Släppt: 30 mars 2016 | —                     | 4              |
| Unlimited (Studioalbum) - Släppt: 28 juli 2017               | —                     | 6              |
| Massive (Studioalbum) - Släppt: 28 mars 2018                 | —                     | 6              |

### Singlar
| År        | Titel                                | Topplacering          | Topplacering   |
| År        | Titel                                | Sydkorea (Gaon Chart) | Japan (Oricon) |
| Koreanska | Koreanska                            | Koreanska             | Koreanska      |
| --------- | ------------------------------------ | --------------------- | -------------- |
| 2012      | "Warrior"                            | 44                    | —              |
| 2012      | "Secret Love" (med Song Jieun)       | 132                   | —              |
| 2012      | "Power"                              | 38                    | —              |
| 2012      | "Goodbye"                            | 51                    | —              |
| 2012      | "No Mercy"                           | 40                    | —              |
| 2012      | "Crash"                              | 17                    | —              |
| 2012      | "Stop It"                            | 28                    | —              |
| 2013      | "Rain Sound"                         | 15                    | —              |
| 2013      | "One Shot"                           | 17                    | —              |
| 2013      | "Coffee Shop"                        | 31                    | —              |
| 2013      | "Hurricane"                          | 39                    | —              |
| 2013      | "Badman"                             | 21                    | —              |
| 2014      | "1004 (Angel)"                       | 9                     | —              |
| 2014      | "Where Are You? What Are You Doing?" | 27                    | —              |
| 2015      | "Young, Wild & Free"                 | 42                    | —              |
| 2016      | "Feel So Good"                       | 51                    | —              |
| 2016      | "That's My Jam"                      | 114                   | —              |
| 2016      | "Skydive"                            | —                     | —              |
| 2017      | "Wake Me Up"                         | —                     | —              |
| Japanska  |                                      |                       |                |
| 2013      | "Warrior"                            | —                     | 5              |
| 2013      | "One Shot"                           | —                     | 10             |
| 2014      | "No Mercy"                           | —                     | 2              |
| 2014      | "Excuse Me"                          | —                     | 2              |
| 2016      | "Feel So Good"                       | —                     | 5              |
| 2016      | "Fly High"                           | —                     | 7              |